# Germanialand
Het Germanialand is een schiereiland in Nationaal park Noordoost-Groenland in het oosten van Groenland.

## Geografie
Het gebied wordt in het noorden begrensd door het Skærfjorden, in het oosten door de Groenlandzee, in het zuidoosten door de Stormbugt met de zeestraten Øresund en Lille Bælt, in het zuidwesten door de Dove Bugt en in het oosten door de Sælsøen en het hoogland van Søndermarken.
Aan de overzijde van het water ligt in het zuidoosten de eilanden Lille Koldewey en Store Koldewey, in het zuiden het Ad. S. Jensenland aan de overzijde van de Dove Bugt, in het zuidwesten het Daniel Bruunland en in het noordwesten het Nordmarken.